# جف باروکلیف
جف باروکلیف (انگلیسی: Geoff Barrowcliffe; ۱۸ اکتبر ۱۹۳۱ – ۲۶ سپتامبر ۲۰۰۹) بازیکن فوتبال اهل بریتانیا بود.
از باشگاه‌هایی که در آن بازی کرده‌است می‌توان به باشگاه فوتبال دربی کانتی و باشگاه فوتبال بوستون یونایتد اشاره کرد.